# Roy Schuiten
Rob Roy Schuiten (Zandvoort, 16 dicembre 1950 – Carvoeiro, 19 settembre 2006) è stato un ciclista su strada, pistard e dirigente sportivo olandese.
Professionista dal 1974 al 1982, era uno specialista delle cronometro. Su pista fu per due volte consecutive Campione del mondo nella specialità dell'inseguimento individuale, nel 1974 e 1975, e vinse la prestigiosa Sei giorni di Berlino nel 1974. Su strada vinse due edizioni del Grand Prix des Nations ed altrettante del Trofeo Baracchi, importanti corse dell'epoca dedicate ai cronomen.

## Palmares

### Strada
- 1971 (dilettanti)

Campionati olandesi, Prova in linea Militari
Campionati del Noord-Holland
Trofee Peugeot-Michelin
Weesp-Utrecht
- 1972 (dilettanti)

Ronde van Midden-Zeeland dilettanti
- 1973 (dilettanti)

Campionati olandesi, Prova in linea dilettanti
Trofee Peugeot-Michelin
Weesp-Utrecht
- 1974 (dilettanti)

Kersenronde van Mierlo
KO Race Veendam-Groningen
Campionati provinciali del Noord-Holland a Beemster
7ª tappa, 2ª semitappa Olympia's Tour (Oss, cronometro)
Classifica generale Olympia's Tour
Prologo Milk Race (Brighton > Brighton cronometro)
9ª tappa Milk Race (Middlesbrough > Whitley Bay)
10ª tappa Milk Race (Whitley Bay > Carlisle
Classifica generale Milk Race
- 1974 (TI, sei vittorie)

Grand Prix des Nations (cronometro)
Trofeo Baracchi (cronocoppie, con Francesco Moser)
Trophée de Rocourt à Liers (cronometro)
2ª tappa, 1ª semitappa Étoile des Espoirs (Fougères > Saint-Martin-de-Landelles)
2ª tappa, 2ª semitappa Étoile des Espoirs (Fougères, cronometro)
Classifica generale Étoile des Espoirs
- 1975 (TI, sei vittorie)

Grand Prix des Nations (cronometro)
Gran Premio di Lugano (cronometro)
Rund um den Henninger Turm Frankfurt
2ª tappa, 2ª semitappa Tour d'Indre-et-Loire (Chanceaux, cronometro)
Classifica generale Tour d'Indre-et-Loire
5ª tappa Étoile des Espoirs (Caen, cronometro)
- 1976 (Lejeune, sei vittorie)

Grand Prix d'Aix-en-Provence
Grosser Preis des Kantons Aargau
1ª tappa Tour Méditerranéen (Port-de-Bouc > Aubagne)
2ª tappa, 2ª semitappa Tour Méditerranéen (Mont Faron, cronometro)
Classifica generale Tour Méditerranéen
6ª tappa, 2ª semitappa Critérium du Dauphiné Libéré (Carpentras, cronometro)
- 1977 (Scic, due vittorie)

5ª tappa, 1ª semitappa Parigi-Nizza (Digne > Plan-de-Campagne)
5ª tappa, 2ª semitappa Quatre Jours de Dunkerque (Dunkerque, cronometro)
- 1978 (Scic, due vittorie)

Trofeo Baracchi (cronocoppie, con Knut Knudsen)
3ª tappa Ruota d'Oro (Sarnico > Lumezzane, cronometro)
- 1979 (Inoxpran, una vittoria)

Gran Premio di Castrocaro Terme-Forlì (cronometro)
- 1981 (Kotter's Racing Team-G.B.C./Kondor-G.B.C, due vittorie)

Acht van Chaam
6ª tappa Tirreno-Adriatico (San Benedetto del Tronto, cronometro)
- 1982 (Kelme, due vittorie)

Prologo Costa del Azahar (cronometro)
Classifica generale Costa del Azahar

#### Altri successi

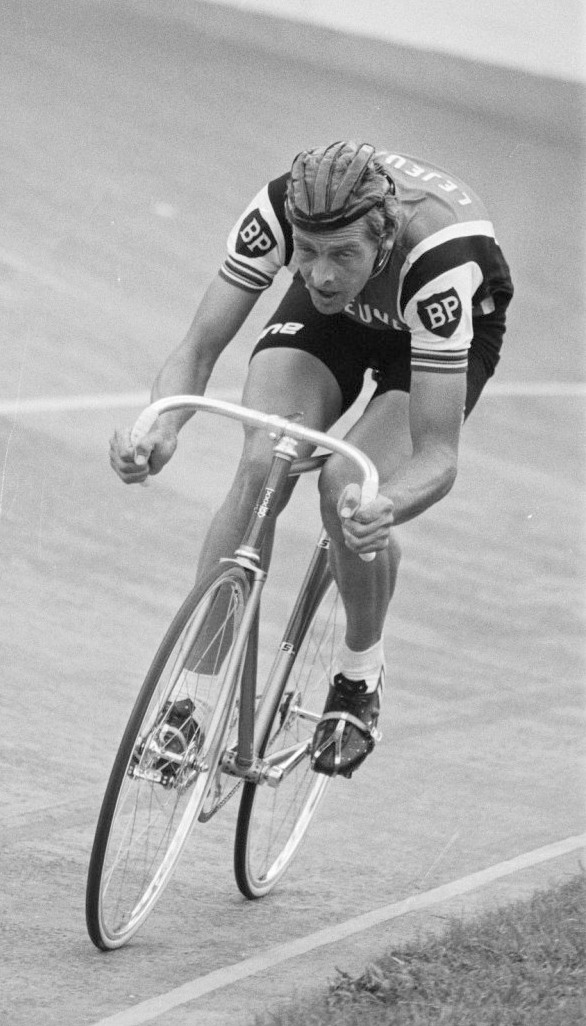
Roy Schuiten in azione nel 1977

1971 (dilettanti)
Record del mondo dei 4 km in 5'00"00
Soesterberg (criterium)
- 1972 (dilettanti)

Record del mondo dei 4 km in 4'53"52
Championnat Extra-Sportif (Ketting-Didam, con Jan Aling, Frits Schur e Jan Lenferink)
Boekweitronde - Zuiddorpe (criterium)
2ª prova Hulst, Cronometro
3ª prova Hulst, Corsa a punti
Classifica generale Hulst
- 1973 (dilettanti)

Championnat Extra-Sportif (Ketting-Didam, con Jan Aling, Aad Van den Hoek e Piet Van Katwijk)
- 1974 (TI)

Emmerlord (cronosquadre)
- 1975 (Lejeune)

Köln (criterium)
Maldegem (criterium)
Ronde van Made (criterium)
Zele (kermesse)
- 1976 (Lejeune)

Bussières (criterium
Poiré-sur-Vie (criterium)
- 1978 (Scic)

Levanger (criterium)
- 1979 (Scic)

Essen (kermesse)
Ulvenhout (criterium)

### Pista
- 1971

Sei giorni Nocturnes
- 1972

Campionati olandesi, Inseguimento individuale dilettanti
- 1973

Campionati olandesi, Inseguimento individuale dilettanti
- 1974

Campionati del mondo, Inseguimento individuale
Campionati olandesi, Inseguimento individuale
Sei giorni di Berlino (con René Pijnen)
Grand Prix de Hemmen, Velocità
- 1975

Campionati del mondo, Inseguimento individuale
Campionati olandesi, Inseguimento individuale
Campionati olandesi, 50 km
Campionati olandesi, Omnium
Campionati olandesi, Omnium Elite
Grand Prix de Hemmen, Velocità
- 1976

Campionati olandesi, Inseguimento individuale
Grand Prix de Maes, Velocità
- 1977

Campionati olandesi, Inseguimento individuale
- 1978

Campionati olandesi, Inseguimento individuale
Campionati olandesi, Mezzofondo
- 1980

Campionati olandesi, Inseguimento individuale

## Piazzamenti

### Grandi Giri
- Giro d'Italia

1978: 44º
1979: 33º
1980: 81º
1981: 90º
1982: 87º
- Tour de France

1976: ritirato (alla 10ª tappa)
1977: fuori tempo massimo (alla 17ª tappa)
- Vuelta a España

1982: 32º

### Classiche monumento
- Milano-Sanremo

1978: 78º
1979: 72º
- Parigi-Roubaix

1977: 30º
- Liegi-Bastogne-Liegi

1975: 40º

### Competizioni mondiali
- Campionati del mondo su strada

Montréal 1974 - In linea: ritirato
Yvoir 1975 - In linea: ritirato
- Campionati del mondo su pista

Varese 1971 - Inseguimento Dil.: ?
San Sebastián 1973 - Ins. a squadre dil.: 3º
San Sebastiàn 1973 - Inseguimento dil.: ritirato
Montréal 1974 - Inseguimento: vincitore
Rocourt 1975 - Inseguimento: vincitore
Monteroni di Lecce 1976 - Inseguimento: 2º
San Cristóbal 1977 - Inseguimento: ?
Monaco di Baviera 1978 - Inseguimento: 2º
Amsterdam 1979 - Inseguimento: 5º
Brno 1981 - Inseguimento: 4º
- Giochi olimpici

Monaco di Baviera 1972 - Ins. a squadre: 5º
Monaco di Baviera 1972 - Inseguimento: 5º

### Competizioni europee
- Campionati europei

1974 - Omnium: 3º
1974 - Americana: 3º
1975 - Omnium: 3º 
1975 - Omnium: 5º
1977 - Omnium: 5º
1977 - Derny: 7º
1977 - Americana: 9º
1978 - Omnium: 8º